# Johnny Van Zant

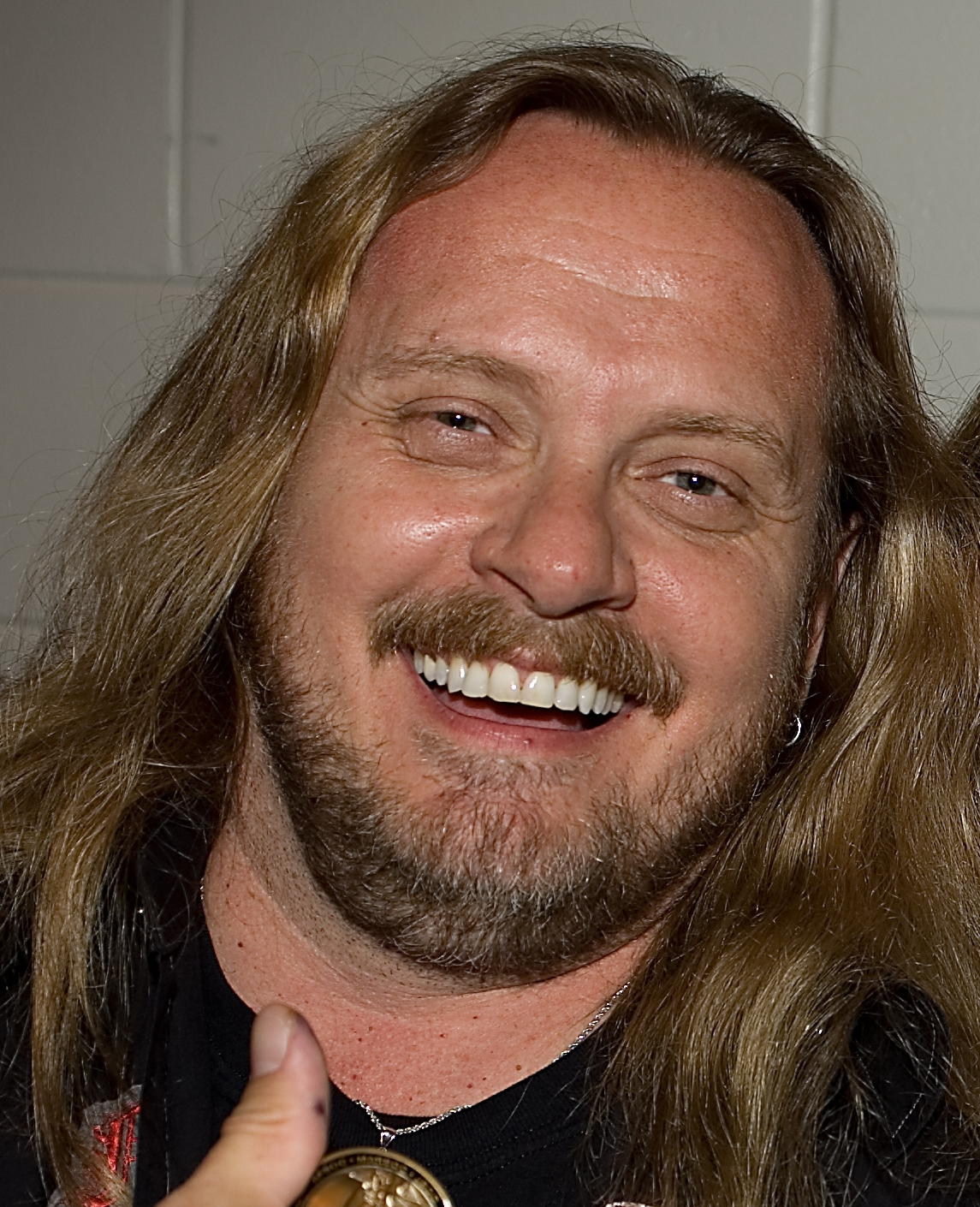
Johnny Van Zant (2007)

Johnny Van Zant (* 27. Februar 1959 als John Roy Van Zant in Jacksonville, Florida) ist ein US-amerikanischer Rock- und Country-Sänger. Er ist der jüngere Bruder des früheren Lynyrd-Skynyrd-Frontmannes Ronnie Van Zant und des 38-Special-Sängers Donnie Van Zant.

## Leben
Bereits mit 15 Jahren war Van Zant als Musiker aktiv. Seine ersten musikalischen Schritte begann er als Schlagzeuger, entschloss sich dann aber zu einer Karriere als Sänger. Mit seiner ersten Band, der Austin Nickels Band, spielte er in vielen Bars im Umkreis seiner Heimat Jacksonville, Florida. Sein Bruder Ronnie war der Meinung, er habe die beste Stimme in der Familie. Als Ronnie 1977 bei einem Flugzeugabsturz ums Leben kam, versuchte Donnie, seinen jüngeren Bruder zu unterstützen. Der Tod von Ronnie Van Zant und anderer Mitglieder der Band machte ihn somit quasi zum Erben von Lynyrd Skynyrd.
Erst 1980 nahm Van Zant sein erstes Album auf. Unter dem Namen Johnny Van Zant Band erschien das erste Album mit dem Titel No More Dirty Deals. Hier ist mit dem Song Standing in the Darkness auch Johnnys Tribut an seinen Bruder Ronnie zu finden.
Die Johnny Van Zant Band nahm zwei weitere Alben mit den Titeln Round Two (1981) und Last of the Wild Ones (1982) auf. In der Folge wechselte die Band zum größeren Plattenlabel Geffen Records, wo sie 1985 Van Zant einspielten. Obwohl Van Zants Karriere erfolgreich war, bemerkte er für sich eine Veränderung im Southern Rock. Um seine Musik nicht ändern zu müssen, zog er sich aus dem Musikszene zurück und verbrachte einige Jahre als Trucker. Er kam zurück mit der Unterstützung der wiederauferstandenen Lynyrd Skynyrd. Für eine Tributetour wurde er der Sänger und blieb hinterher als festes Mitglied bei der Band. Obwohl einige Kritiker das als eine Art Grabschändung an Ronnie Van Zant sahen, bewies er in den folgenden Jahren seine Qualitäten als Sänger und Songwriter.
Van Zant brachte 1990 die Platte Brickyard Road heraus, legte seine Solokarriere aber zugunsten Lynyrd Skynyrds auf Eis.
1998 nahm Van Zant zusammen mit seinem Bruder Donnie die CDs Brother to Brother und Van Zant II auf. 2007 veröffentlichten die beiden Brüder Donnie und Johnny Van Zant unter dem Namen The Van Zants das Album My Kind Of Country, das eher dem Country-Rock-Genre zuzuordnen ist.